# Vũ Ngọc Thụ
Vũ Ngọc Thụ (1927–2019) là một nhà khoa học pháp y người Việt Nam, phục vụ trong Quân đội nhân dân Việt Nam với hàm Đại tá.

## Cuộc đời
Phó Giáo sư, Tiến sĩ, Thầy thuốc Nhân dân Vũ Ngọc Thụ sinh năm 1929 ở xã Châu Phong, nay thuộc xã Tùng Ảnh, huyện Đức Thọ, tỉnh Hà Tĩnh. Ông nhập ngũ năm 1947, bắt đầu từ công tác quân y cơ sở, đến các trung tâm y học của quân đội.
Năm 1960, ông được giao nhiệm vụ xây dựng ngành pháp y ở Việt Nam và đảm nhận chức vụ Viện trưởng Viện Pháp y Quân đội thuộc Cục Quân y (Tổng cục Hậu cần).
Ông qua đời ngày 15 tháng 4 năm 2019 ở Bệnh viện Trung ương Quân đội 108.

## Tác phẩm
- Kinh nghiệm dùng phương pháp Epstein để điều trị hội chứng thận hư nhiều mỡ (1959)[2]
- Sản xuất huyết thanh kháng đạm dùng trong pháp y (1966)[2]
- Quelques remarques sur les caracteristiques offensives des bombes à billes Commission d'enquête des crimes de guerre américains au Vietnam (Một số nhận xét về đặc điểm của bom bi - Ủy ban điều tra tội ác chiến tranh của Mỹ ở Việt Nam, Báo cáo tại Tòa án Brussel, 1967)[2]
- Nhận xét về đặc điểm sát thương của bom bi (Báo cáo tại Tòa án Brussel, 1967)[2]
- Đặc điểm thương tích của bom B-52 gây ra tại các khu dân cư (Tài liệu họp báo, 1973)[2]
- Nhận xét về giá trị của các dung dịch gửi mẫu bệnh phẩm đại thể (1976)[2]
- Bài giảng Pháp y (Giáo trình, 19??)[2]
- Chụp ảnh lồng một lần trong nhận dạng người mất tích (1984)[2]
- Vấn đề giám định thương tích do tử thương (1984)[2]
- Đặc điểm tội phạm học của các vụ án do rượu ở một số đơn vị (1986)[2]
- Rút kinh nghiệm về phương pháp tìm địa tâm trong tủy xương để chẩn đoán chết ngạt nước (1986)[2]
- Giám định vết máu không triết trong trường hợp dấu vết quá ít (1986)[2]
- Tính chất đạn học của viên bi trong bom bi (Báo cáo tại Hội nghị luật gia thế giới Grenoble, 1988)[2]
- Chế tạo thước đo góc lệch ra sau của đầu trên xương chày và kết quả ứng dụng trong nhận dạng chủng tộc (1992)[4]
- Chế tạo thước đo góc vặn đầu trên xương đùi và kết quả áp dụng thực tiễn trong nhận dạng chủng tộc (1992)[5]
- Nghiên cứu đặc điểm nhân trắc học trên một số xương người Việt Nam trong nhận dạng chủng tộc pháp y (1992, Luận án Phó Tiến sĩ)[6]
- Y học Tư pháp (Giáo trình, 1992)[7]
- Dùng xương bả vai để tính chiều dài xương cánh tay và chiều cao thân của người Việt Nam (1993)[8]
- Dùng xương chân để tính chiều dài xương đùi và tính chiều cao thân của người Việt Nam (1994)[9]
- Dùng đoạn trên và đoạn dưới xương cánh tay để tính chiều cao xương cách tay và chiều cao người (1995)[10]

## Tặng thưởng
- Huân chương Quân công hạng Nhì[1]
- Huân chương Kháng chiến hạng Nhất[1]
- Huân chương Kháng chiến chống Mỹ cứu nước hạng Nhất[1]
- Huân chương Chiến thắng hạng Ba[1]
- Huy chương Chiến sĩ vẻ vang hạng Nhất, Nhì, Ba[1]
- Huy chương Quân kỳ Quyết thắng[1]
- Huy hiệu 70 năm tuổi Đảng[1]